# Mecynidis laevitarsis
Mecynidis laevitarsis là một loài nhện trong họ Linyphiidae.
Loài này thuộc chi Mecynidis. Mecynidis laevitarsis được František Miller miêu tả năm 1970.